# Bioparc
Bioparc is een dierentuin in de Spaanse stad Valencia en richt zich op Afrikaanse fauna. Deze dierentuin heeft 4.000 dieren behorend tot 250 soorten.

## Geschiedenis
In 1965 werd in het Parque Viveros y Reyes de Jardín Zoológico de Valencia geopend. De eerste dieren in deze kleine dierentuin waren afkomstig uit circussen en privécollecties. De dierentuin sloot uiteindelijk op 31 juli 2007 de deuren en op 27 februari 2008 werd Bioparc officieel geopend als de nieuwe dierentuin van Valencia. De Afrikaanse soorten uit de oude dierentuin zoals de witte neushoorn Rómulo, de leeuwen en antilopen verhuisden naar de nieuwe locatie, de andere diersoorten zoals de kleine panda's en orang-oetans vertrokken naar elders.

## Beschrijving
Bioparc richt zich volledig op Afrikaanse diersoorten en omvat drie delen:
- Sabana africana met savannedieren als antilopen, giraffes, leeuwen, mangoesten, gevlekte hyena's, olifanten en struisvogels
- África ecuatorial met dieren uit de regenwouden en moerassen als apen, panters en penseelzwijnen
- Isla de Madagascar met maki's en fossa's

In Bioparc worden geen tralies of ijzeren hekken gebruikt, de scheiding tussen bezoekers en de dieren is middels water, rotsen of glas.

## Aanwezige diersoorten
Sabana africana:
Giraffe,
Afrikaanse Olifant,
Dromedaris,
Afrikaanse leeuw,
Impala,
Struisvogels,
Nijlganzen,
Thomson gazelle,
Witte neushoorn,
Gevlekte hyena,
Zebra,
Eland antilope,
Maraboe,
Grijze kroonkraanvogel,
Stokstaartje,
Zebramangoest,
Klipspringer,
Wrattenzwijn,
Grootoorvosjes,
Aardvarken,
Stekelvarken,
Ratten/Muizen,
Dwergmangoest,
Blesbok,
Rotsklipdas.